# Arue (Landes)
Arue település Franciaországban, Landes megyében. Lakosainak száma 358 fő (2022. január 1.). Arue Bélis, Cachen, Lencouacq, Retjons, Maillères, Pouydesseaux, Roquefort és Saint-Gor községekkel határos.

## Népesség
A település népességének változása:
| Lakosok száma | 425  | 294  | 290  | 295  | 310  | 335  | 348  | 358  | 358  | 358  |
|               | 1968 | 1982 | 1990 | 2006 | 2013 | 2015 | 2017 | 2019 | 2020 | 2022 |